# Хронологија ФНРЈ и КПЈ мај 1948.
Хронолошки преглед важнијих догађаја везаних за друштвено-политичка дешавања у Федеративној Народној Републици Југославији (ФНРЈ) и деловање Комунистичке партије Југославије (КПЈ), као и општа политичка, друштвена, спортска и културна дешавања која су се догодила у току маја месеца 1948. године.
| ← април | ← април | ← април | ← април | ← април | ← април | ← април | ← април | ← април | Хронологија ФНРЈ и КПЈ током 1948. године | Хронологија ФНРЈ и КПЈ током 1948. године | Хронологија ФНРЈ и КПЈ током 1948. године | Хронологија ФНРЈ и КПЈ током 1948. године | Хронологија ФНРЈ и КПЈ током 1948. године | Хронологија ФНРЈ и КПЈ током 1948. године | Хронологија ФНРЈ и КПЈ током 1948. године | Хронологија ФНРЈ и КПЈ током 1948. године | Хронологија ФНРЈ и КПЈ током 1948. године | Хронологија ФНРЈ и КПЈ током 1948. године | Хронологија ФНРЈ и КПЈ током 1948. године | Хронологија ФНРЈ и КПЈ током 1948. године | Хронологија ФНРЈ и КПЈ током 1948. године | Хронологија ФНРЈ и КПЈ током 1948. године | Хронологија ФНРЈ и КПЈ током 1948. године | јун → | јун → | јун → | јун → | јун → | јун → | јун → |
| 1       | 2       | 3       | 4       | 5       | 6       | 7       | 8       | 9       | 10                                        | 11                                        | 12                                        | 13                                        | 14                                        | 15                                        | 16                                        | 17                                        | 18                                        | 19                                        | 20                                        | 21                                        | 22                                        | 23                                        | 24                                        | 25    | 26    | 27    | 28    | 29    | 30    | 31    |

### 1. мај
- У Београду на Теразијама поводом прославе Празника рада одржана војна парада припадника Југословенске армије (ЈА), којом је командовао генерал-мајор Милоје Милојевић. Након војне параде, Теразијама је продефиловала првомајска поворка у којој је учествовало око 180.000 људи. Првомајској прослави присуствовао је председник Владе ФНРЈ Јосип Броз Тито.[1]

### 4. мај
- Централни комитет СКП(б) упутио ново писмо Централном комитету КПЈ у коме је проширио оптужбе и клевете против Југославије и њеног руководства. У писму насловљеном са „Друговима Титу, Кардељу и ЦК КПЈ” додатно је заоштрен настали конфликт. Руководство КП Југославије оптужено је да делује са „антисовјетских позиција”, води „клеветничку пропаганду”, даје „антисовјетске изјаве”, води „неправилну политику према Народном фронту”, а стање у КПЈ оцењено је као забрињавајуће.[2][3][1]

### 5. мај
- У Београду Президијум Народне скупштине ФНРЈ, на предлог председника Владе ФНРЈ Јосипа Броза Тита, донео Указ о реконструкцији Владе ФНРЈ, формиране 1. фебруара 1946. — на место министра финансија уместо Сретена Жујовића постављен је Добривоје Радосављевић, а на место министра лаке индустрије уместо Андрије Хебранга постављен је Саво Златић.[4]

### 7. мај
- У Београду ухапшени Андрија Хебранг и Сретен Жујовић, чланови ЦК КПЈ, који су се под истрагом и у кућном притвору налазили још од 20. априла. Потом су одведени у Сремску Каменицу, где их је испитивала специјална Комисија ЦК КПЈ, у саставу Благоје Нешковић, Вида Томшич и Иван Гошњак, која је формирана на седници ЦК КПЈ 12. априла. Након дводневног испитивања Комисија је предложила да се обојица искључе из КПЈ — Жујовић као „фракционаш и антипартијски елемент”, а Хебранг као „антипартијски и штеточински елемент”.[5]

### 9. мај
- У Београду одржана седница ЦК КПЈ на којој је усвојен одговор на писмо ЦК СКП(б) од 4. маја, у коме се истиче да КПЈ, због крајње неравноправног положаја у коме се налази, не може пристати на се спор између КПЈ и СКП(б) решава пред Информбиром. На седници је прихваћен извештај комисије о случају Сретена Жујовића и Андрије Хебранга и усвојен предлог да се обојица искључе из ЦК КПЈ и чланства КП Југославије.[4][3][1]
- У Београду одржан Први земаљски конгрес Савеза бораца НОР Србије, на коме је Главни реферат поднео Петар Стамболић. На крају Конгреса изабран је Земаљски одбор Савеза бораца, чији је председник био Душан Петровић Шане.[4][3]

### 10. мај
- У Београду одржана седница Централног комитета КП Србије на којој се расправљало о проширењу Бироа ЦК КП Србије и променама у Влади НР Србије. На седници је дата пуна подршка руководству КПЈ и генералном секретару Јосипу Брозу Титу, а Милош Минић и Риста Антуновић су кооптирани у Политбиро ЦК КПС.[4]

### 16. мај
- У Загребу одржан Први земаљски конгрес Савеза бораца НОР Хрватске, коме је присуствовало 1.500 делегата. Конгрес је отворио Карло Мразовић, који је истакао улогу бивших партизанских бораца у развоју нове социјалистичке Југославије. Након доношења Резолуције, Конгрес је изабрао Земаљски одбор.[4]

### 19. мај
- ЦК СКП(б) упутио ново писмо ЦК КПЈ у коме се инсистира да КПЈ пошаље своје представнике на предстојећи састанак Информбироа.[2][3][1]

### 20. мај
- У Београду одржана пленарна седница ЦК КПЈ на којој су донете одлуке да делегати КПЈ не иду на заседање Информбироа и да се Пети конгрес КПЈ, одржи 21. јула.[4][3][1]

### 22. мај
- Централни комитет СКП(б) упутио ново писмо Централном комитету КПЈ у коме је оштро критиковано одбијање КПЈ да упути представнике на састанак Информбироа, које је оквалификовано као „прелазак на позиције национализма”. ЦК КПЈ и југословенско руководство оптужени су — да „чине најгрубље грешке”, воде „антисовјетски политику”, да „своје амбиције стављају изнад интереса народа”, раде на „цепању јединственог социјалистичког фронта народних демократија” и др. У писму је најављено да ће Информбиро на заседању 20. јуна претрести питања „о стању у југословенској комунистичкој партији” и без присуства представника КПЈ.[4][3][1]

### 23. мај
- У Новом Саду одржано заседање Народне скупштине АП Војводине на којој је донет Статут Аутономне Покрајине Војводине, којим је потврђен основни принцип на коме је створена АП Војводина — принцип пуне националне равноправности, братства и јединства свих народа и народности Војводине. Статутом је утврђен принцип државности Покрајине, који јој је загарантован Уставом ФНРЈ и Уставом НР Србије.[4][3]
- У Приштини одржана седница Обласног народног одбора Аутономне Косовско-метохијске области на којој је усвојен Статут Аутономне Косовско-метохијске области у Народној Републици Србији.[6][3]
- У Скопљу одржан Други конгрес Народног фронта Македоније, на коме је Реферат о политичкој делатности између два конгреса поднео је Лазар Колишевски, секретар Главног одбора, а Реферат о организационим питањима Видоје Смилевски. На Конгресу је донета Резолуција о наредним задацима Народног фронта Македоније у планској изградњи земље, као и протестну Резолуцију поводом прогона Владе Краљевине Грчке над Македонцима у Егејској Македонији, која је упућена Организацији уједињених нација.[6]

### 25. мај
- Поводом прославе 56. рођендана Јосипа Броза Тита, у Београду на Тргу Републике приређен митинг на ком су грађани дочекали 15 носилаца „Титових штафета“, који су потом отишли на Дедиње, где их је у Белом двору примио маршал Тито. Укупно је ношено 15 штафета — шест републичких штафета (последњи носиоци — БиХ: Ариф Тановић, Македонија: Павле Давковски, Словенија: Иво Кревс, Србија: Вуксан Булатовић, Хрватска: Аугуст Просинек и Црна Гора: Радован Мићановић), три штафете Југословенске армије (Звонко Прагај, Првослав Бацковић и Вељко Барбијери), штафета пионира Југославије (Звонко Фабијанић), штафета градитеља ауто-пута (Стеван Грбина), штафета градитеља Новог Београда (Светозар Миленковић), штафета града Београда (Милена Затезало), штафета Слободне територије Трста (Карло Прион) и једна штафета из иностранства у име Георги Димитрова и народа Бугарске (Дмитар Дражев), које је су прешле пут дуг око 43.000 километара, а носило их је око 150.000 учесника.[7]

### 30. мај
- У Сарајеву одржан Први земаљски конгрес Савеза бораца НОР Босне и Херцеговине, коме је присуствовало 1.118 делегата.[6]

### у току маја
- Централни комитет КП Југославије отпочео са упознавањем чланства Комунистичке партије Југославије са садржином преписке између ЦК СКП(б) и ЦК КПЈ, као и са одлукама да се из Централног комитета искључе Андрија Хебранг и Сретен Жујовић и да КПЈ не пошаље своје представнике на предстојеће заседање Информбироа.[6][1]